# Lago Caburgua
El lago Caburgua es un lago chileno ubicado en las comunas de Pucón y Cunco, Región de la Araucanía, al noreste del Lago Villarrica.
Al este del lago se encuentra el Parque Nacional Huerquehue. Ha sido elegido lugar de descanso por diversas figuras públicas como los ex-Presidentes de Chile Michelle Bachelet y Sebastián Piñera, entre otros.
El principal recurso de Caburgua es el turismo, que florece principalmente durante la época estival (diciembre a febrero local).

## Ubicación y descripción
El lago ocupa un valle glacial. En el Holoceno, la lava de los volcanes de Caburgua contribuyó a bloquear los desagües del lago. Por las orillas este y oeste de este lago pasan sendas fallas que pertenecen a la zona de falla Liquiñe-Ofqui.

## Hidrografía
Se distingue entre los lagos de la Araucanía y del país por su perdurable cristalinidad, debida a desagües tanto subterráneos como invernales, los cuales filtran sus aguas de toxinas y aceites recibidos en la época estival, y por la tibieza de sus aguas, unos 6 °C más que los lagos vecinos del área, posiblemente por surgencias termales en sus profundidades.
La hoya hidrográfica donde se encuentra ubicado Caburgua es pequeña y de pocos afluentes, rodeada en gran parte por bosques nativos. Estos crecen, en su mayoría, en Reservas Naturales y Parques Nacionales del sector. Es este entorno de bosques, bajo régimen de protección; de escasa población y agricultura, lo que posibilita al lago Caburgua la transparencia y pureza que caracterizan sus aguas, siendo unos de los últimos lagos chilenos incontaminados por proliferación de algas; o lo que se conoce como fenómeno "piscina sucia", eutrofización.

## Historia
El lago recibe su nombre del mapudungun Kafürwe, "Lugar donde se escarba", debido a la forma del lago
Los primeros habitantes fueron los pehuenches, una subdivisión de los mapuches que habitaron los bosques de la región entre el océano Pacífico y la pampa argentina. Dichos bosques eran antiguos y muy productivos. El árbol más importante fue el Pehuén que hoy se conoce como el pino Araucaria y que produce grandes cantidades de piñones. En otoño cuando maduran los piñones, la gente de Caburgua sube hasta las cumbres de la cordillera donde se encuentran los bosques de araucarias para recoger los piñones en sacos. Hay varias maneras de consumir los piñones.  Se tuestan, los muelen, los hierven y los fermentan para hacer chicha. Los piñones todavía se consumen en cantidades apreciables y durante el invierno se venden en los mercados de Pucón. 
En los tiempos antes de la conquista, los mapuches sembraban maíz, papas, y otras verduras en las praderas.  Usaron el sistema de roce del fuego para limpiar lugares de siembra, pero no fue fácil debido a árboles gigantes como el coihue, el roble, y el raulí que cubrían la región de los Andes. Usando fuego los mapuches hacían canoas para navegar los ríos y los lagos, pero sin herramientas de hierro no podían hacer tablas de construcción.   Después de la conquista de esta región, los españoles tampoco aprovecharon bien los bosques porque les faltó maquinaria y un transporte adecuados.

### La conquista y la sublevación mapuche
A pesar de encontrarse Caburgua aislada, no significa de que le faltara una historia interesante.  Al poco tiempo de llegar a Chile en el siglo XVI, los españoles fundaron varios pueblos:  
- Santiago en 1541
- Concepción en 1550
- Villarrica en 1552

Los mapuches destruyeron a este último, pero los españoles lo reedificaron. Sin embargo en 1603 los mapuches obligaron a los españoles abandonar a Villarrica y a otros pueblos sureños. Durante tres largos siglos desaparecieron estos poblados.  Fue sólo cuando llegó la línea ferroviaria al sur, en la década de 1880, que los Chilenos reedificaron Villarrica.  Tres años más tarde en 1883 el gobierno construyó la primera fortificación de Pucón.
Nuevos inmigrantes.
A comienzos del siglo XX el gobierno fomentó mercedes de tierras, la industria maderera y asentamientos campesinos. Así se colonizó desde el Lago de Villarrica hasta la frontera con la Argentina.  Aunque se formaron algunos fundos grandes en el área, debido a las arenas volcánicas entre los ríos Trancura y Liucura y las corridas de lava en el valle de Caburgua, dichos campos no fueron repartidos en grandes mercedes de tierras.  Como resultado los que formaron la comunidad original de Caburgua fueron los mapuches originales, los campesinos chilenos y los inmigrantes alemanes.  Es de notar que anteriormente a través de tratados, el gobierno nacional había devuelto muchos terrenos a los mapuches.  Los campesinos chilenos venían del Valle CEs un dato curioso de que varios de los campesinos chilenos habían vivido como gauchos en la Argentina.   Don Segundo Luengo, por ejemplo, nació en Angol, acompañó a su padre a través de las pampas argentinas, pero luego regresó a Chile para aprovechar la oportunidad de ser un colono.  En 1917 se casó con Zoila Espinosa y comenzó a criar animales en Cunco.  Sin embargo, unos latifundistas echaron a los Luengos y a otros colonos de las tierras fértiles de Cunco, lo que los obligó a establecerse en tierras marginales de Caburgua.   Como a un kilómetro al sur del lago, trabajaron juntos limpiando el terreno, construyendo una casa y formando una familia.  El hijo mayor llamado Enrique nació en Caburgua y trabajó en el campo con sus padres durante toda su vida.
Luis Risopatrón la describe en su s: de 1924:
Caburgua (Laguna) 39° 07' 71° 47'. Tiene 21 km² .de superficie i se encuentra entre los nevados del mismo nombre i los de Sollipulli; desagua en el estremo SW, por el rio Carrileufu, al de Pucon o Minetúe. 61, CI, p. 642; 134; 156; i 166; i Caburhua en 120, p. 56.

## Población, economía y ecología
Según un informe de la Dirección General de Aguas de 2018, la evaluación actual del estado trófico del lago presenta una condición oligotrófica.: 22 

### Atractivos turísticos

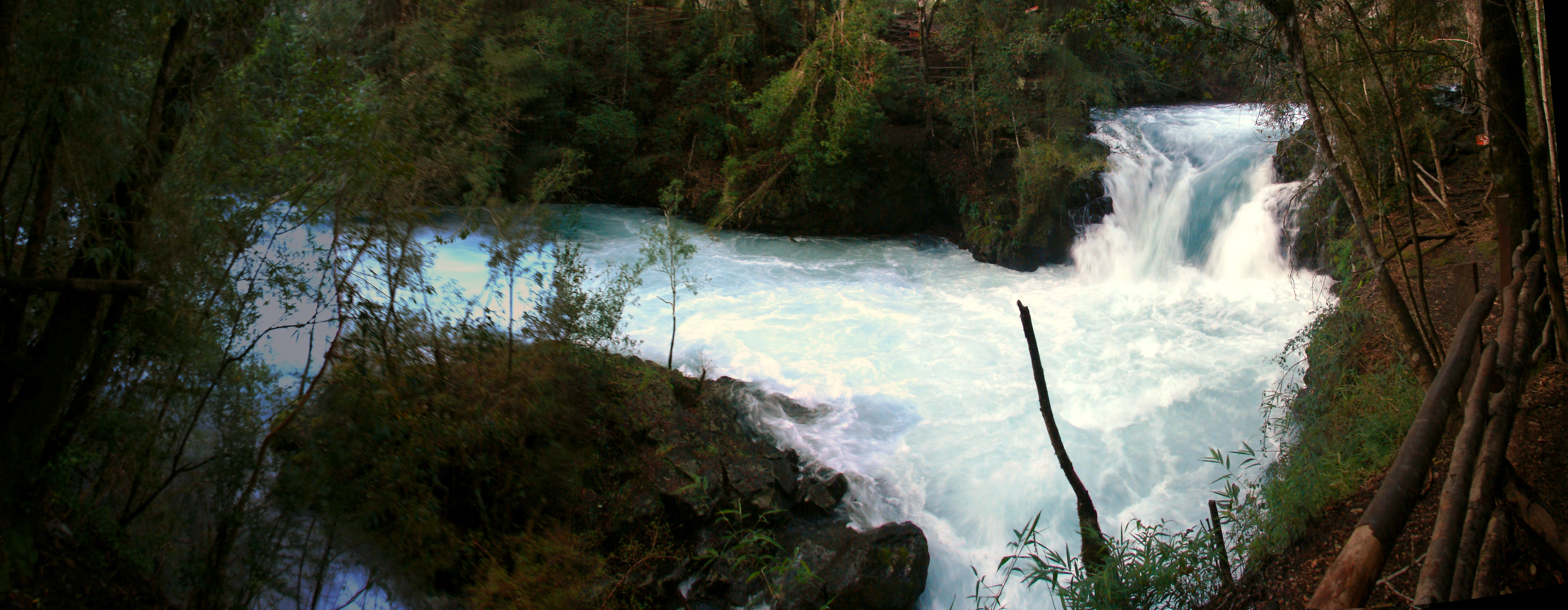
Ojos del Caburgua.

Tres áreas protegidas enmarcan la cuenca del lago Caburgua. Al oriente el parque nacional Huerquehue y la Reserva Nacional Hualalafquen, coronada por los Nevados de Sollipulli; y al poniente la Reserva Nacional Villarrica, Sector Quiembre. En el parque nacional Huerquehue, junto al Lago Tinquilco se aprecia el valle del río Pucón, hasta el volcán Villarrica.[cita requerida]

### Crisis de sequía del lago

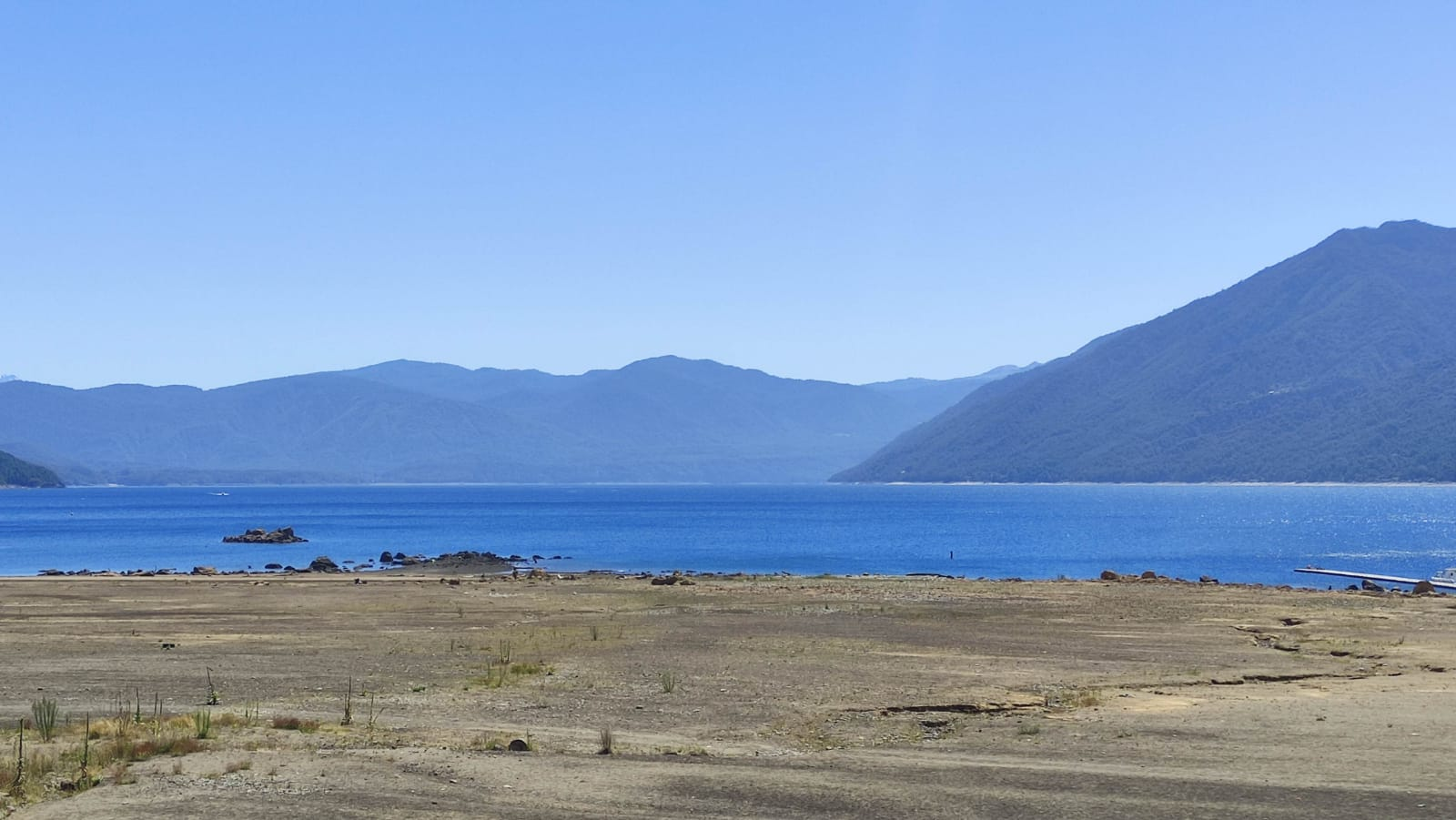
La playa principal del Lago Caburgua en febrero de 2022, donde se aprecia el retroceso de sus aguas

Desde 2010, el lago empezó a experimentar una fuerte disminución de sus aguas. En 10 años, se registró un retroceso de 300 metros en su playa principal y una disminución de casi a lo menos 31 500 000 metros cúbicos por año. La columna de agua perdida en ese lapso de tiempo es de 17.84 metros.
A fines de 2021, una investigación de la Universidad Austral de Chile encargada por la Fundación Caburgua Sustentable demostró que la principal causa es la construcción de un dique en el sector norte del lago, permitido por un oficio de la Dirección General de Aguas (DGA) en 2007, para el fundo Llanqui Llanqui. La construcción del dique modificó artificialmente y con maquinaria pesada el cauce del río Trafampulli, dejando de proveer más de dos metros cúbicos por segundo de volumen de agua. Una muralla artificial secó por completo el brazo natural del río hacia el lago. Hasta 2007, este era el segundo afluente más importante para abastecer de agua al lago, después del río Blanco.
La construcción de este tipo de diques también ha afectado a otros lagos y ríos, como el Río Cauquenes, el Lago Peñuelas o la Laguna de Aculeo. Para diciembre de 2021, la Fundación Carburgua Sustentable estaba solicitando formalmente a la DGA la destrucción del dique y el muro artificial para que el río Trafampulli vuelva a su curso natural. Tras meses sin respuesta por parte del DGA a las peticiones de la Municipalidad de Pucón y las comunidades del sector, el dique fue derribado en cuatro días en mayo de 2022 por una comunidad activista mapuche.